# Calumma glawi
Calumma glawi är en ödleart som beskrevs av  Böhme 1997. Calumma glawi ingår i släktet Calumma och familjen kameleonter. IUCN kategoriserar arten globalt som starkt hotad. Inga underarter finns listade.